# Роля (герб)
Роля (пол. Rola, также пол. Agricola, Kroje, Rolanin, Rolic, Rolicze), — польский дворянский герб.

## Описание герба
В поле червлёном белая роза, в которую тупыми концами упираются три сошника, остриями обращённые к стенкам шита. На шлеме пять страусовых перьев. Начало этого герба относят к XI веку..

## Летописные упоминания
После подписания Городельской унии в 1413 году бояре Великого княжества литовского, принявшие католицизм, получили права и привилегии польской шляхты, а также право использовать в числе прочих герб «Роля».

## Герб используют
Андрекевич, Андрыкевич, Арцышевские, Арестович, Арежтович, Артюховы, Барские, Бартниковские, Бартошовские, Бартыжель, Барыжка, Барыжко, Биляшевские, Białaczowski, Божковские, Божанек, Болговские, Боликовские, Болклвские, Борек, Борк, Боруцкие, Борунские, Братушские, Броновские, Бруленские, Бруновские, Булажевич, Буржык, Чорбовские, Чорковские, Chorożyczewski, Храпицкие, Chraścicki, Хроскевич, Chrościcki, Chrościewicz, Chrzanowski, Ciemochowski, Жач, Чаплицкие, Czarnkowski, Czerniański, Czerniawski, Дьякевич, Данжел, Данилевич, Даниловский, Данилович, Дабровские, Дабские, Дворжецкие-Богдановичи, Дворжинские, Дебские, Дембские, Добинские, Доброгост, Доманевские, Доманиковские, Домановские, Дрогуские, Дрвалевские, Дрваловские, Дьякевичи, Дьякевич, Dziankowski, Dzierzański, Dzierzawski, Dzierżawski, Ercieszowski, Erciszewski, Эрдберг-Крженцевские, Гадомские, Гаевские, Гарбовские, Гавинские, Гавронские, Гаголевские, Гледзяновские, Глосовские, Гложковские, Гославские, Gocłowski, Goczkowski, Goczłowski, Годомские, Гоголевские, Гоголинские, Gołaszewski, Гословские, Гостомские, Гоздовские, Гожловские, Градские, Гродские, Громадзинские, Грошковские, Grzegorczyk, Гуминские, Гумовские, Губерман, Идзиковские, Ивановские, Ягницкие, Янкевич, Яницкие, Янушевские, Januszkiewicz, Januszowski, Jarnowski, Jarochowski, Jaroszewski, Jaruchowski, Гавронские, Kaliszkowski, Каменецкие, Kamieński, Канские, Кармановские, Качки, Катские, Кибальчич, Kiełbowski, Килиян, Классовские, Климкович, Климковские, Клоские, Kłoskowski, Kłosowicz, Kłosowski, Kłossowicz, Кльоссовские, Кльостовские, Kłoszowski, Кобылинские, Кобыльницкие, Коханские, Комаровские, Коморовские, Конарские, Копжинские, Кот, Козлевские, Козмицкие, Kręciejewski, Krężelewski, Крзжон, Krzęciejewski, Krzęciewski, Кучарские, Kuczek, Курош, Курзелевские, Kurzelowski, Куржына, Квятковские, Lepiesowicki, Липовские, Лубинецкие, Lubieniek, Лубинецкие, Лубкевич, Лубкович, Люблинские, Лубницкие, Ludowicz, Łasiewicki, Ławecki, Łaźniński, Лякоские, Łąkoszyński, Лопациенские, Лопацинские, Любковские, Любницкие, Łuczko (Лучко), Лужкевич, Łuszczyk (Лушчык), Magnuszewski, Малинские, Małowieski, Манец, Марциновские, Мартыновские, Мариновские, Мажул, Мака, Метела, Michalski, Мичальские, Милеские, Милежко, Мьелицкие, Мьеницкие, Миеницкие, Мьенские, Мирославские, Минские, Модлибок, Modlibowski, Modlibóg, Modrzewski, Moszoł, Moszołł, Мозоль, Мыслинские, Niegibalski, Niegibulski, Ogorzeliński, Огорзельские, Орынские, Осовские, Оссовские, Otłuczony, Otłuszczony, Отмяновские, Owieczny, Овсяновские, Овсяный, Пачоль, Пальчевские, Parzenczewski, Parzęczewski, Parzęczowski, Parzynczewski, Павловские, Пеговские, Pieczarski, Пекарские (Piekarski), Pilchowski, Piszczatowski, Pleszczyński, Pleszyński, Пльонские, Pniewski, Podczaski, Подлеские, Pokrzywnicki, Поплавские, Портшас, Пруские, Пружек, Przyłuski, Psurski, Пуцек, Puczek, Radkowski, Rakowiecki, Рекарские, Рогаские, Рогавские, Рогильские, Рогинские, Роговские, Рола, Ролич, Ролинские, Рольские, Росковские, Ростик, Ростовские, Рожко, Рожковские, Руба, Рубо, Рожанские, Rożecki, Рожнецкие, Розицкие, Рожицкие, Рудские, Русиенские, Русилович, Русинские, Русковские, Ружицкие, Ржевские, Rzeszewski, Rzeżewski, Садковские, Садовские, Сандек, Satkowski, Scicieński, Sczyciński, Sieroszewski, Skabiszewski, Skarboszewski, Скибицкие, Скибиенские, Скибневские, Скольницкие, Скорвид, Скотницкие, Скравжевские, Skrzetuski, Skrzetuszewski, Słodzej, Słodziej, Słubicki, Sobański, Соско, Соколовские, Сосинские, Станиславские, Старжинские, Штернберг, Stęsicki, Стежич, Stężycki, Стояловские, Stroiłowski, Stylągowski, Stypułek, Stypułko, Stypułkowski, Суходольские, Sujkowski, Сульборские, Szadkowski, Szatkowski, Szczyciński, Szewski, Szpaczyński, Szwajkowski, Szociński, Ścicieński, Ścisieński, Ślubicki, Świeżewski, Święcicki, Świętosławski, Тарнавские, Тарновские, Тарвоян, Топчевские, Топижевские, Tortwojsz, Trocieski, Трускавецкие, Tuczański, Tuczyński, Унгерн, Wargawski, Wargowski, Wawrzecki, Wengierski, Węgierski, Вирпшо, Виотецкие, Виотезские, Вирпжа, Витовские, Витуньские, Вноровские, Вольские, Wrzescz, Wrzeszcz, Высоцкие, Wyszczelski, Wyszczulski, Wyścielski, Залеские, Залевские, Залусковские, Залужковские, Збыжевские, Зброжек, Zgleczewski, Зглижевские, Жернович, Жигор, Жигора, Жигор.

## Галерея

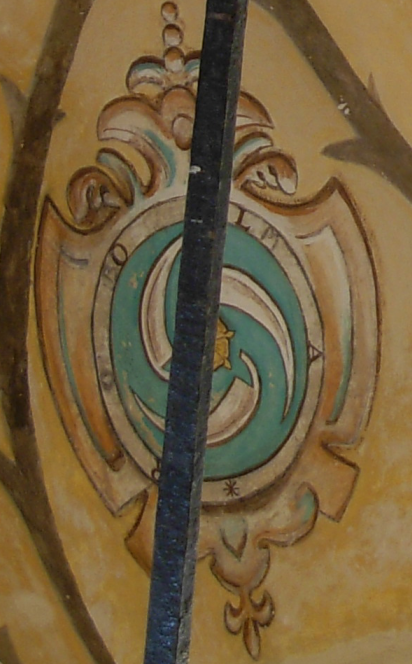
Герб Роля в замке Баранов Сандомирский
Кроие — разновидность герба Роля
Дрогомир — близкий, но не тождественный герб